# Edgerton (Alberta)
Edgerton est un village (village) de Wainwright No 61, situé dans la province canadienne d'Alberta.

## Démographie
En tant que localité désignée dans le recensement de 2011, Edgerton a une population de 317 habitants dans 151 de ses 166 logements, soit une variation de -15.0% avec la population de 2006. Avec une superficie de 1,886 1 km2, village possède une densité de population de 168,071 7 hab/km2 en 2011.
Concernant le recensement de 2006, Edgerton abritait 373 habitants dans 154 de ses 164 logements. Avec une superficie de 1,217 1 km2, village possédait une densité de population de 306,5 hab/km2 en 2006.
| 2001 | 2006 | 2011 | 2016 |
| ---- | ---- | ---- | ---- |
| 403  | 373  | 317  | 384  |